# Porga
Porga, Porin eller Borko var en av de första kända knezerna (furstarna) av furstendömet Kroatien. Hans regeringstid var omkring 660–680-talet. Han omnämns i den bysantinske kejsaren Konstantin VII verk De administrando imperio som författades under 900-talet. 
Föga är känt om Porgas bakgrund och liv. De flesta uppgifter som finns om honom kommer från verket De administrando imperio som författades mer än ett sekel efter hans påstådda regeringstid. I verket skriver Konstantin VII att vitkroaterna under kejsaren Herakleios regeringstid åren 610–641, på hans befallning eller av egen vilja beroende på tolkningen, bosatte sig i Dalmatien sedan de fördrivit avarerna från området. Av verket framgår att Porgas far likaledes hade varit härskare och att det var under Porgas regeringstid som de då hedniska kroaterna antog kristendomen som sin religion. 
I det 31:a kapitlet står:
| ” | 1.4. Samma kroater hade Porgas (grekiska: Ποργα) fader som arkont vid den tidpunkten. | „ |

| ” | 1.5. Kejsaren Heraclius befallde och förde präster från Rom, och gjorde av dem en ärkebiskop och en biskop och presbyter och diakoner, och döpte kroaterna: vid denna tid hade dessa kroater Porga som sin arkont. | „ |

I det 30:e kapitlet sägs:
| ” | 2.10. Från den tiden förblev de oberoende och självständiga, och de begärde det heliga dopet från Rom, och biskoparna sändes och döpte dem i tiden för deras arkont Porinou (grekiska: Πορίνου). | „ |